# Serwomechanizm

Schemat blokowy serwomechanizmu

Przykład realizacji serwomechanizmu w środowisku Simulink programu Matlab

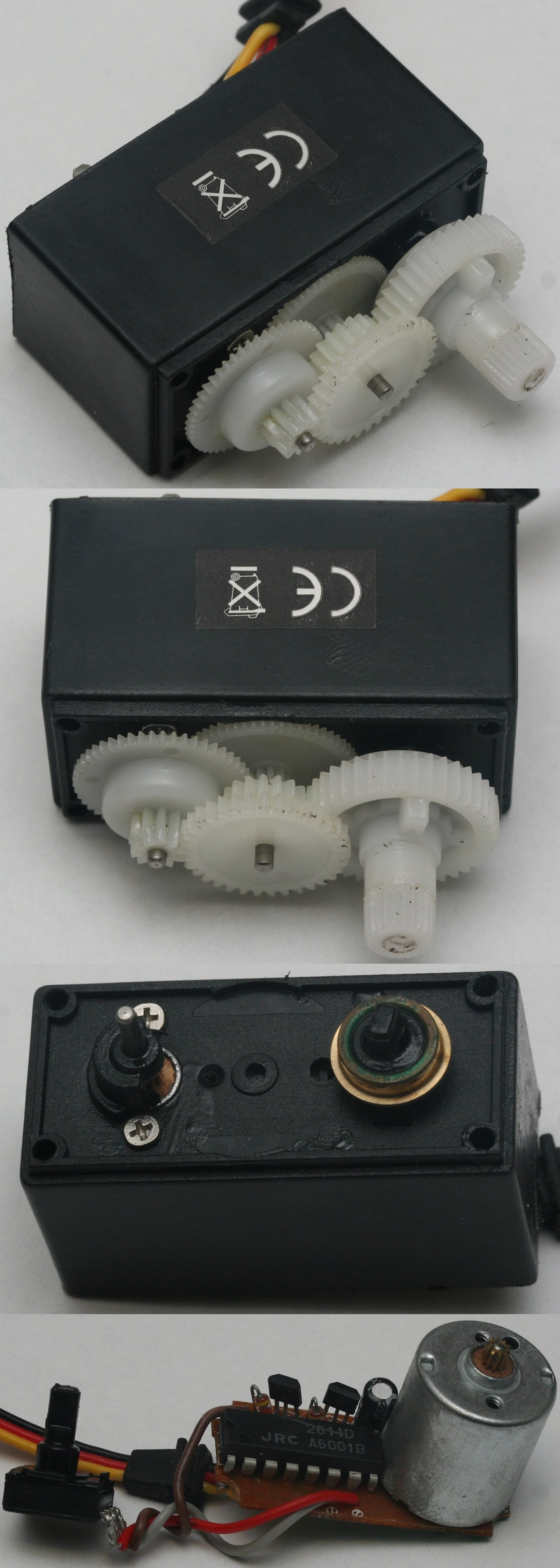
Rozebrany serwomechanizm modelarski

Serwomechanizm – zamknięty układ sterowania (układ automatyki, układ regulacji) ze sprzężeniem zwrotnym, w którym sygnałem wejściowym jest jakaś dana, taka jak położenie, prędkość czy przyspieszenie. Często jest nim przesunięcie.
Wartość wzorcowa porównywana jest z przetworzonym przez przetwornik bieżącym sygnałem wyjściowym i powstały w ten sposób uchyb podawany jest na człon korekcyjny, a dalej na wzmacniacz. Wzmocniony sygnał trafia do siłownika (może to być odpowiedni silnik elektryczny – ang. servomotor), którego przemieszczenie jest wartością wyjściową układu. 
Zadaniem serwomechanizmu jest likwidacja błędów regulacji (uchybu przemieszczenia), powstających na skutek zmian wielkości wzorcowej, a więc klasyfikujemy go jako układ nadążny. Serwomechanizm ma strukturę typowego układu regulacji, nie steruje jednak obiektem technologicznym, lecz siłownikiem w celu usprawnienia działania toru wykonawczego.
Specyfiką serwomechanizmów jest całkujący charakter siłownika o dynamice nieutrudniającej regulacji, ale wnoszącej nieliniowość. Zmusza to do stosowania korektorów proporcjonalnych (regulator P), o dużym wzmocnieniu, a nawet wzmacniaczy trójpołożeniowych.
Całkujący charakter siłownika zapewnia teoretycznie zerowy błąd statyczny. Duże wzmocnienie w torze głównym poprawia nadążanie układu za zmianami wzorca, ale zmniejsza zapas stabilności. Sytuację można poprawić wprowadzając korektor, regulator proporcjonalno-różniczkujący (PD).
Serwomechanizmy są powszechnie stosowane w przemyśle, np. w maszynach działających automatycznie.